# Chat en ligne

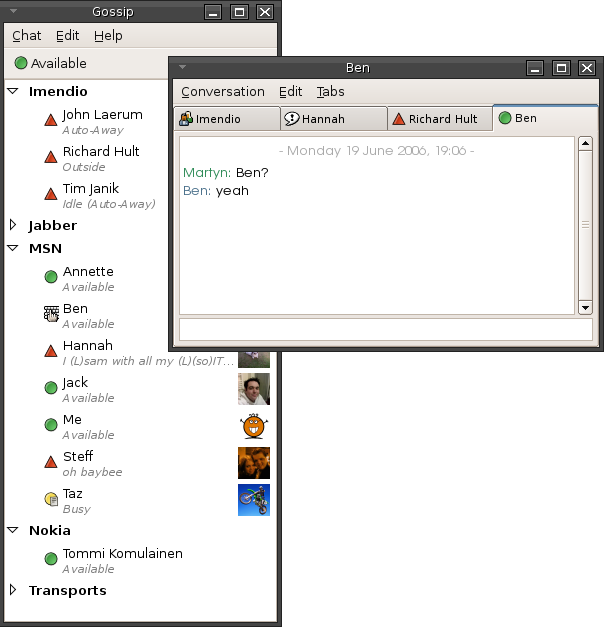
Dans ce programme de discussion en ligne typique, la fenêtre de gauche affiche une liste de contacts et la fenêtre de droite, une conversation entre l'utilisateur et l'un de ces contacts.

Le chat en ligne, tchat en ligne, dialogue en ligne, ou clavardage (notamment en français québécois), peut faire référence à tout type de communication sur Internet offrant une transmission en temps réel de messages texte de l'expéditeur au destinataire. Les messages de discussion sont généralement courts afin de permettre aux autres participants de répondre rapidement. De ce fait, un sentiment similaire à une conversation se crée, ce qui distingue le chat des autres formes de communication textuelle en ligne comme les forums Internet et la messagerie électronique. La discussion en ligne peut concerner des communications point à point ainsi que des communications en diffusion groupée d'un expéditeur à de nombreux destinataires, ainsi que des discussions vocales et vidéo, ou peut constituer une fonction d'un service de téléconférence Web. 
Le chat en ligne, dans une définition moins stricte, peut concerner principalement tout type de discussion en mode texte ou vidéo (webcams), une discussion entre deux personnes ou une discussion de groupe entre une personne et plusieurs (formellement appelée conférence synchronisée), ce à l'aide d'une messagerie instantanée, de l'IRC (Internet Relay Chat), d'un talker et éventuellement des MUD.  
L'expression chat en ligne vient du mot chat qui signifie « conversation informelle ». Le chat en ligne inclut des applications Web qui permettent une communication souvent directement adressée mais anonyme, dans un environnement multi-utilisateur. La conférence en ligne est plus spécifique, souvent vendue en tant que service, et hébergée sur un serveur web contrôlé par le fournisseur.

## Histoire

### Origines et contexte
Le premier système de discussion en ligne s'appelait Talkomatic, créé par Doug Brown et David R. Woolley en 1973 sur le système PLATO de l'Université de l'Illinois. Il proposait plusieurs canaux, chacun pouvant accueillir jusqu'à cinq personnes, avec des messages apparaissant caractère par caractère sur tous les écrans des utilisateurs. Talkomatic était très en vogue chez les utilisateurs de PLATO jusqu'au milieu des années 1980. En 2014, Brown et Woolley publièrent une version web de Talkomatic. 
Le premier système en ligne à utiliser la commande chat a été créé pour The Source en 1979 par Tom Walker et Fritz Thane de Dialcom, Inc. 
La première discussion internet transatlantique a eu lieu entre Oulu, en Finlande, et Corvallis, en Oregon, en février 1989. 
Le premier service de discussion en ligne dédié accessible au grand public a été le simulateur CompuServe CB en 1980, créé dans le cadre de CompuServe par Alexander "Sandy" Trevor à Columbus, dans l'Ohio. Il compte parmi ses ancêtres les logiciels de discussion en réseau comme UNIX "talk" utilisé dans les années 1970.

### 1988, l'IRC
Conçu fin août 1988, l’IRC a été décrit initialement dans la RFC 1459 par Jarkko Oikarinen (surnommé « WiZ ») et Darren Reed, puis révisé dans les RFC 2810 à RFC 2813. L’IRC fut créé pour remplacer un programme appelé MUT (MultiUser talk) sur un BBS finlandais (OuluBox). Oikarinen s’est inspiré du Bitnet Relay Chat du réseau Bitnet.
À la fin des années 1990, l'utilisation d’IRC diminue avec l’arrivée des messageries instantanées propriétaires grands publics comme ICQ, puis MSN Messenger. En 2009, IRC reste néanmoins utilisé dans certains milieux désirant se passer d'un programme client propriétaire, et appréciant son interopérabilité et son organisation sous forme de canaux propices à la communication en groupe. La plupart des logiciels de messagerie instantanée implémentent alors encore le protocole IRC (Miranda IM, Pidgin, Trillian par exemple).
En mars 2009, les cent plus grands réseaux IRC peuvent fournir du service à plus de 500 000 utilisateurs simultanément, avec plusieurs centaines de milliers de canaux (la plupart étant toutefois inactifs), par l’intermédiaire d’environ 1 500 serveurs dans le monde.

## Chatiquette
Le terme chatiquette (étiquette de conversation) est une variante de la nétiquette (étiquette Internet) et décrit les règles de base de la communication en ligne,,. Ces conventions ou directives ont été créées pour éviter les malentendus et simplifier la communication entre les utilisateurs. La chatiquette varie d'une communauté à l'autre et décrit généralement la courtoisie de base. Par exemple, il est considéré impoli d'écrire uniquement en majuscule, car il semble que l'utilisateur crie. Le mot chatiquette a été utilisé en relation avec divers systèmes de discussion (par exemple Internet Relay Chat ou IRC) depuis 1995,. 
Les salles de chat peuvent susciter un fort sentiment d'identité en ligne, ce qui donne une impression de sous-culture. 
Les discussions sont de précieuses sources d'informations de tous types, dont le traitement automatique fait l'objet de technologies de discussion en ligne et d'extraction de texte.

## Critique sociale

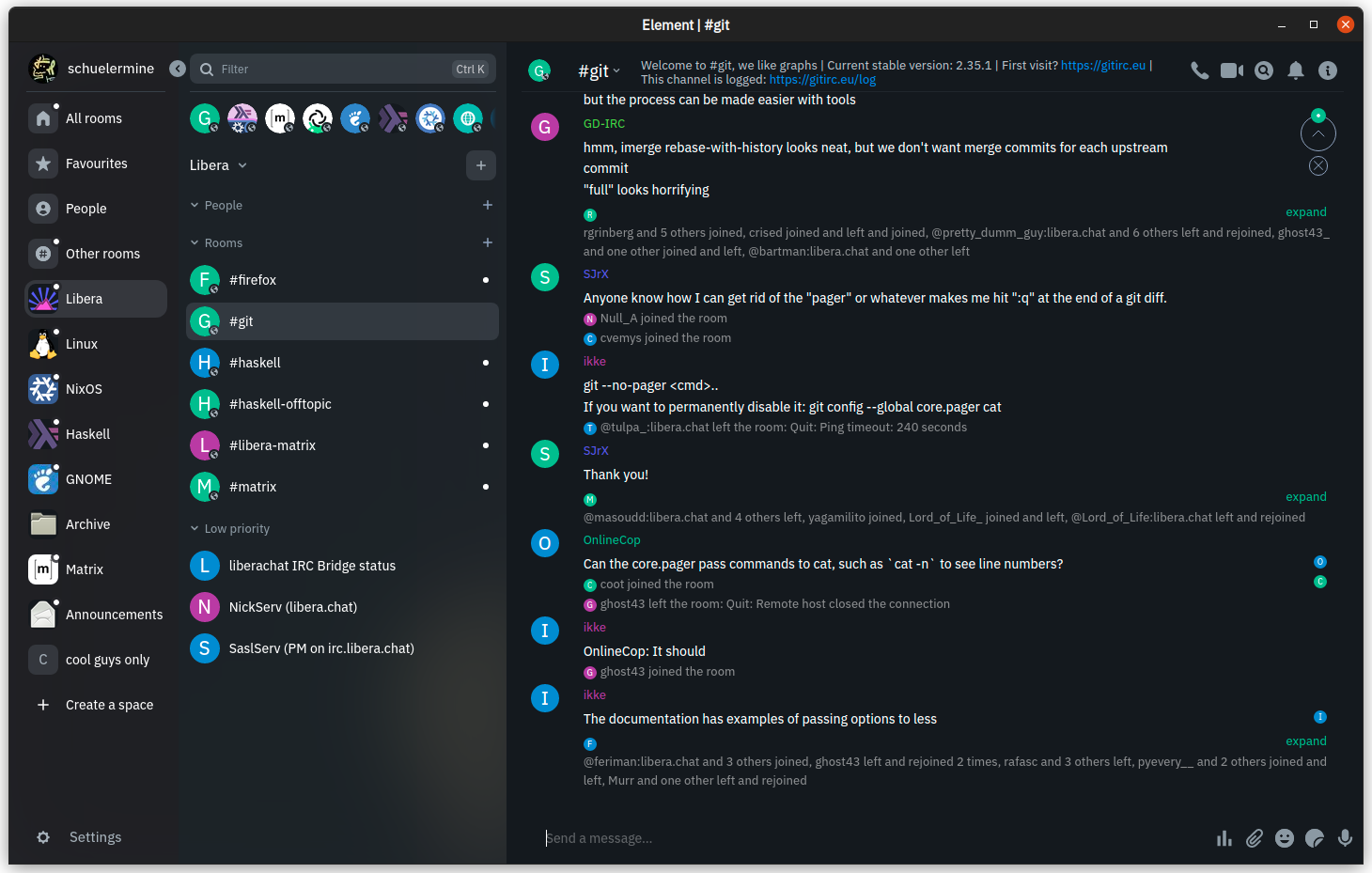
L'application de chat en ligne Element.

Les critiques à propos des discussions en ligne et de la messagerie SMS ont notamment pour objet le remplacement d'une langue authentique par un raccourci ou par un langage hybride presque complètement nouveau,,. 
L'écriture change car elle assume certaines des fonctions et caractéristiques de la parole. Les salons de discussion sur Internet et les téléconférences rapides en temps réel permettent aux utilisateurs d'interagir avec les personnes qui coexistent dans le cyberespace. Ces interactions virtuelles nous obligent à « parler » plus librement et plus largement que jamais auparavant. Les salles de discussion remplaçant de nombreuses conversations en face-à-face, il est nécessaire de pouvoir converser rapidement comme si la personne était présente. Ainsi, de nombreuses personnes apprennent à taper aussi vite qu'elles parleraient. Quelques critiques [Qui ?] craignent que cette forme de parole fortuite ne soit trop utilisée pour reprendre progressivement la grammaire commune ; cependant, un tel changement reste en suspens. 

Du fait de la multiplication de salons de discussion en ligne, il y a eu une croissance massive de nouveaux mots créés ou en argot, dont beaucoup sont documentés sur le site Web Urban Dictionary. Sven Birkerts (en) écrit : 
 « (...) les nouveaux modes de communication électroniques suscitent des inquiétudes similaires chez les critiques qui s'inquiètent du fait que les jeunes sont en danger, mis en danger par une vague d'informations sur laquelle les contrôles traditionnels de la presse écrite et les gardiens de la connaissance n'ont aucun contrôle. » 
 Dans l'article de la revue Adolescents dans le cyberespace: une enquête sur l'utilisation et le changement de langue dans les salons de discussion sur Internet, Guy Merchant affirme :  
 « (...) les adolescents et les jeunes jouent un rôle de premier plan dans le processus de changement alors qu'ils exploitent les possibilités offertes par la technologie numérique, en modifiant radicalement le visage de l'alphabétisation dans une variété de médias grâce à leur utilisation de messages texte, pages et salons de discussion en ligne. Cette nouvelle alphabétisation développe des compétences qui pourraient être importantes pour le marché du travail mais sont actuellement considérées avec méfiance par les médias et les pédagogues. » 
Guy Merchant déclare également : « Les jeunes ont tendance à être plus adaptables que les autres secteurs de la société et, en général, à s'adapter plus rapidement aux nouvelles technologies. Dans une certaine mesure, ce sont les innovateurs, les forces du changement dans le nouveau paysage de la communication. »

## Logiciels et protocoles
Les programmes et protocoles de discussion courants sont
- AOL Instant Messenger (AIM)
- Apple Messages
- Discord
- Element
- Facebook Messenger
- Gadu-Gadu
- Google Talk
- I2P-Messenger (anonyme, chiffré de bout en bout, utilisant le réseau I2P)
- ICQ (OSCAR)
- Internet Relay Chat (IRC)
- Paltalk
- QQ
- RetroShare (chiffré, décentralisé)
- Signal (chiffré de bout en bout, centralisé)
- Slack
- Skype
- TeamSpeak (TS)
- WeChat
- WhatsApp
- Windows Live Messenger
- XMPP (également connu en tant que Jabber)
- Yahoo! Messenger (abandonné)

Programmes de conversation prenant en charge plusieurs protocoles
- Adium
- Google+ Hangouts
- Kopete
- Miranda IM
- Pidgin
- Trillian
- Windows Live Messenger

Sites Web avec services de chat basés sur un navigateur (chat web) :
- Chat Television (indisponible)
- Cryptocat
- Discord
- eBuddy
- Element
- Facebook
- Gmail
- Google+ (abandonné)
- LiveChat
- Crisp
- Meebo (abandonné)
- Mibbit (indisponible)
- Omegle (abandonné)
- Twitter

## Voir également
- Logiciel collaboratif
- Messagerie instantanée
- Forum internet
- Service de rencontres en ligne